# Privolnoye (Azerbaigian)
Privolnoye è un comune dell'Azerbaigian situato nel distretto di Cəlilabad. Conta una popolazione di 4 268 abitanti.